# فرنان کروملنک
فرنان کروملنک (به فرانسوی: Fernand Crommelynck) نویسنده، بازیگر و کارگردان قرن نوزدهم میلادی اهل بلژیک است.